# Дневниците на Хитлер
Дневниците на Хитлер са фалшификат от 1980-те години, изготвен от художника и мистификатор Конрад Куяу, който успешно преминава редица първоначални проверки и е закупен за 9,3 милиона немски марки и публикуван от списанието Stern.
Твърдяло се, че дневниците са написани собственоръчно от Адолф Хитлер между 1932 и 1945 г. и са включвали отделен бележник, разкриващ тайната на полета на заместник-фюрера Рудолф Хес в Англия. В действителност дневниците са дело на Конрад Куяу, който твърди, че са намерени в останките на немски самолет, с който били пренасяни книжата на Хитлер. Самолетът бил свален близо до Дрезден след излитането през април 1945 г. и сандъците с книжата били укрити от селяни, а след това тайно пренесени от ФРГ до ГДР. Всичко това се оказва лъжа.
След като излиза „достоверното“ съобщение, че списанието е придобило 60 тома от тайните дневници на Хитлер, те са показани при пълна секретност на британския историк Хю Тревър-Ропър и той набързо ги обявява са напълно автентични. Историята с дневниците се базира на спомените на генерал от СС.
Първоначално публикуваните текстове звучат на публиката като правдиво описание на ежедневни добре познати събития. Измамата излиза наяве, след като германските федерални архиви установяват, че използваната за „дневниците“ хартия е произведена след Втората световна война. След тези разкрития лорд Дакре променя мнението си, а през юли 1985 г. журналистът, уредил продажбата, както и фалшификаторът са осъдени за измама.